# Кайлярци
Суровичевци (на гръцки: Πτολεμαϊδιώτες, Птолемадиотес, до 1927 година: Καιλαριώτες) се наричат жителите на кожанското градче Кайляри (на гръцки Птолемаида), Гърция.

## Родени в Кайляри
А – Б – В – Г – Д —
Е – Ж – З – И – Й —
К – Л – М – Н – О —
П – Р – С – Т – У —
Ф – Х – Ц – Ч – Ш —
Щ – Ю – Я

### А
- Аристотелис Панайотидис (р. 1997), гръцки футболист

### Д
- Димитриос Димитриадис (р. 1961), гръцки политик

### Й
- Йероклис Михаилидис (р. 1960), гръцки актьор

### М
- Мара Дармусли (р. 1981), гръцки модел

### П
- Панделис Капетанос (р. 1983), гръцки футболист

### Р
- Рахил Макри (р. 1973), гръцки политик

### С
- Ставрос Атанасиадис (1924 – 1995), гръцки политик

### Т
- Темистоклис Мумулидис (р. 1957), гръцки политик
- Томас Котас (р. 1996), гръцки баскетболист

### Ф
- Фотис Пандекидис (р. 1997), гръцки футболист

## Други
- Лазар Дорев, македоно-одрински опълченец, родом от Пътеле, жител на Кайляри, Първа рота на Осма костурска дружина, Сборна партизанска рота на МОО[1]